# Prasinochrysa polydora
Prasinochrysa polydora är en fjärilsart som beskrevs av Louis Beethoven Prout 1938. Prasinochrysa polydora ingår i släktet Prasinochrysa och familjen mätare. Inga underarter finns listade i Catalogue of Life.